# DBLP
DBLP je spletna stran s področja računalniške bibliografije. Njeni začetki segajo v leto 1993 iz Universität Trier v Nemčiji. Stran je zrasla  iz majhne zbirke datotek HTML in postala organizacija, ki gosti podatkovno zbirko in stran z bibliografskim logičnim programiranjem. Od novembra 2018 je DBLP podružnica Schloss Dagstuhl - Leibniz-Zentrum für Informatik (LZI). DBLP je decembra 2020 vseboval več kot 5,4 milijona člankov iz revij, prispevkov s konferenc in drugih publikacij o računalništvu, v primerjavi s približno 14.000 leta 1995 in 3,66 milijonov julija 2016. Sledijo vsem pomembnim revijam o računalništvu. Sledijo tudi zbornikom številnih konferenc.
Za svoje delo pri vzdrževanju DBLPja je Michael Ley leta 1997 prejel nagrado Association for Computing Machinery (ACM) in posebno priznanje VLDB Endowment Award. Poleg tega je leta 2019 prejel nagrado ACM Distinguished Service Award za "ustvarjanje, razvoj in vodenje DBLP".

## DBL-Browser
DBL-Browser (Digital Bibliographic Library Browser, brskalnik digitalne bibliografske knjižnice) je pripomoček za brskanje po spletnem mestu DBLP. Brskalnik je leta 2005 na Univerzi v Trierju napisal Alexander Weber. Zasnovan je bil za uporabo branja DBLP brez povezave. Leta 2005 je bil sestavljen iz 696.000 bibliografskih zapisov (leta 2015 jih ima več kot 2,9 milijona).
DBL-Browser je programska oprema GPL, ki je na voljo za prenos iz SourceForge. Uporablja XML DTD. Koda je napisana v programskem jeziku Java in prikazuje bibliografski vnos na več vrstah zaslonov, od grafike do teksta:
- Avtorska stran
- Stran s članki
- Kazalo
- Sorodne konference / revije
- Sorodni avtorji (grafična predstavitev odnosov)
- Analiza trenda (grafični histogram)